# سومايلا واتارا
سومايلا واتارا (من مواليد 4 يوليو 1995) هو لاعب كرة قدم محترف يلعب كمدافع لنادي الفتح الرباطي ومنتخب بوركينا فاسو.